# 王道 (天順河南進士)
王道（1427年—？），字允志，河南汝寧府光州固始縣人，明朝政治人物。同進士出身。

## 生平
景泰四年（1453年）舉癸酉科河南鄉試第八名。天順元年（1457年）中式丁丑科會試第一百七十五名，殿試登進士第三甲第三名。初授太常寺博士，後遷工部员外郎，奉命修通州运粮道。

## 家族
曾祖父王若霖。祖父王忠。父亲王寧。